# Czerwiec 2014

## 23 czerwca
- Zmarła aktorka Małgorzata Braunek. (Wyborcza.pl, wp.pl)

## 22 czerwca
- W Abacji (Chorwacja) w okresie od 21 czerwca do 1 lipca rozgrywane są 52. Drużynowe Mistrzostwa Europy w Brydżu Sportowym. (pzbs.pl)
- Zakończyły się, rozgrywane na 4 europejskich stadionach, drużynowe mistrzostwa Europy w lekkoatletyce. W rozegranej w Brunszwiku superlidze triumfowała reprezentacja Niemiec. (SportoweFakty.pl)

## 19 czerwca
- Po 38 latach panowania Jana Karola I Burbona, który abdykował, Filip Burbon został królem Hiszpanii. (tvp.info).

## 16 czerwca
- Mistrzem rozgrywek 2013/2014 ligi koszykarskiej NBA została drużyna San Antonio Spurs, pokonując w finale rozgrywek play-off Miami Heat stosunkiem meczów 4–1. Nagrodę dla najbardziej wartościowego gracza finałów (MVP) otrzymał Kawhi Leonard. (NBA.com, Wyborcza.pl).

## 12 czerwca
- W Brazylii rozpoczęły się Mistrzostwa Świata w Piłce Nożnej. (Polskie Radio)

## 8 czerwca
- Rafael Nadal i Marija Szarapowa zwyciężyli w turniejach singlowych podczas wielkoszlemowego turnieju tenisowego French Open. (abcnews.go.com}

## 7 czerwca
- Petro Poroszenko został zaprzysiężony na urząd 5. prezydenta Ukrainy, po wygranych 25 maja wyborach prezydenckich. (tvp.info)

## 1 czerwca
- Kolumbijczyk Nairo Quintana z grupy Movistar zwyciężył w 97. edycji wyścigu kolarskiego Giro d’Italia. (Sport.pl)